# Shelley-Ann Brown
Shelley-Ann Brown (Scarborough, 15 de marzo de 1980) es una deportista canadiense que compitió en bobsleigh. Participó en los Juegos Olímpicos de Vancouver 2010, obteniendo una medalla de plata en la prueba doble (junto con Helen Upperton).

## Palmarés internacional
| Juegos Olímpicos | Juegos Olímpicos   | Juegos Olímpicos | Juegos Olímpicos |
| Año              | Lugar              | Medalla          | Prueba           |
| ---------------- | ------------------ | ---------------- | ---------------- |
| 2010             | Vancouver (Canadá) | Medalla de plata | Doble            |